# Хал Самит (Луизијана)
Хал Самит (енгл. Hall Summit) град је у америчкој савезној држави Луизијана.

## Демографија
По попису из 2010. године број становника је 300, што је 36 (13,6%) становника више него 2000. године.
| Група             | 2000.       | 2010.       |
| Белци             | 235 (89,0%) | 247 (82,3%) |
| Афроамериканци    | 25 (9,5%)   | 39 (13,0%)  |
| Азијати           | 0 (0,0%)    | 0 (0,0%)    |
| Хиспаноамериканци | 4 (1,5%)    | 7 (2,3%)    |
| Укупно            | 264         | 300         |